# Post fata resurgo

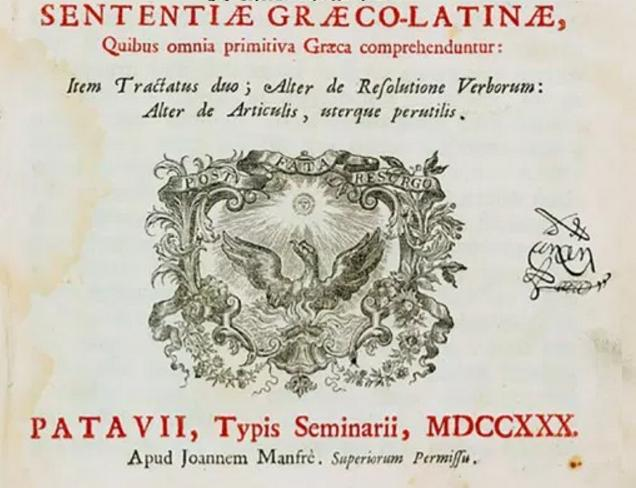

Post fata resurgo è una locuzione latina, che tradotta letteralmente significa "dopo la morte mi rialzo"; si usa per esprimere fiducia nella propria capacità di risollevarsi dalle disavventure e di vincere le avversità del destino.

## Descrizione
È il motto della Fenice, mitico uccello sacro agli antichi egizi.
Si trova riprodotto nello stemma dei comuni di Torre del Greco, Castellammare di Stabia, Belpasso, Formia, Alezio, Zocca e Suzzara.
Nello stile familiare lo fa proprio, nella corrispondenza epistolare, chi ha conservato a lungo il silenzio con la persona cui scrive: esordisce Post fata resurgo chi vuol dire "Finalmente mi faccio vivo!".
Lo si trova anche sul rovescio di una medaglia commemorativa della ricostruzione del Campanile di San Marco.